# Stråstjärtad gräsfågel
Stråstjärtad gräsfågel (Bradypterus brunneus) är en fågel i familjen gräsfåglar inom ordningen tättingar.

## Utbredning och systematik
Fågeln förekommer enbart i fuktig höglänt regnskog på östra Madagaskar. Den behandlas som monotypisk, det vill säga att den inte delas in i några underarter. Tidigare placerades den som ensam art i Dromaeocercus, men inkluderas numera i Bradypterus efter genetiska studier.

## Status och hot
Arten har ett stort utbredningsområde, men tros minska i antal, dock inte tillräckligt kraftigt för att den ska betraktas som hotad. Internationella naturvårdsunionen IUCN listar därför arten som livskraftig (LC).